# Vera Farmiga
Vera Ann Farmiga (født 6. august 1973 i Passaic County i New Jersey) er en amerikansk skuespillerinde. 

## Karriere
Farmiga medvirkede i berømte film som 15 Minutes (2001), The Manchurian Candidate (2004) og Running Scared (2006), men det var i birollen som Madolyn i Martin Scorseses The Departed (2006) hun blev lagt mærke til for alvor blandt filmpublikum. Tre år senere fik hun  sin første Oscar-nomination for sin præstation som Alex i Up in the Air (2009).
Senere har hun også medvirket i Source Code (2011) og Safe House (2012).

## Filmografi
- 2019 - Annabelle Comes Home .... Lorraine Warren
- 2016 - Nattens dæmoner 2 .... Lorraine Warren
- 2013–2017 – Bates Motel (TV-serie) .... Norma Bates
- 2013 - Nattens dæmoner .... Lorraine Warren
- 2012 – Safe House .... Catherine Linklater
- 2011 – Source Code .... Colleen Goodwin
- 2010 – Henry's Crime .... Julie Ivanova
- 2009 – Up in the Air .... Alex Goran
- 2009 – Orphan .... Kate
- 2008 – Nothing But the Truth .... Erica van Doren
- 2006 – The Departed .... Madolyn
- 2006 – Breaking and Entering .... Oana
- 2006 – Running Scared .... Teresa Gazelle
- 2004 – The Manchurian Candidate .... Jocelyne Jordan
- 2001 – 15 Minutes .... Daphne Handlova
- 2000 – Autumn in New York .... Lisa Tyler
- 1998 – Return to Paradise .... Kerrie